# Štýrské Předalpí
Štýrské Předalpí (německy Das Steirische Randgebirge, Steirische Voralpen, slovinsky Štajersko Robno hribovje) je orograficky významná horský skupina ve východních Alpách, která zahrnuje ty části centrálních Alp na svém východním rozvětvení, které zarámovává Štýrská vrchovina ( Steirische Becken, Grazer Bucht). Tato pohoří tvoří východní okraj Alp až do podhůří na jihovýchodě a leží zcela nebo částečně ve Štýrsku, dále v Dolním Rakousku, Korutanech (vše části Rakouska), ve Slovinsku a v Maďarsku.

## Hranice a klasifikace
Severní hranicí je brázda řek Mura-Mürz, která nahoře na sedle Semmering přechází do Dolního Rakouska, západní hranice je sedlo Obdacher do (již v Korutanech ležícího) Lavantského údolí, jižní hranice je řeka Dráva až po slovinský Maribor. Hranice na úpatí je na dlouhých vzdálenostech do značné míry arbitrární, Alpy zde přechází v podhorskou (subalpskou) Štýrskou vrchovinu, která se táhne až po Maďarsko a Slovinsko, než se nakonec hory ztrácí v Panonské pánvi. Horský oblouk má délku 220 kilometrů. Celé oblast patří do povodí Dunaje.
Podle členění východních Alp Alpenvereinseinteilung der Ostalpen (AVE), používané v německy mluvících zemích, tyto skupiny spadají do Lavanttalských Alp a do oblasti Hor východně od řeky Mury. Odděluje je místo Murdurchbruch u Brucku nad Murou a u Štýrského Hradce, které rozděluje pohoří Grazer Bergland na západní a na východní skupiny. Obě skupiny AVE do velké míry odpovídají západnímu a východnímu Štýrskému Předalpí: pojetí Štýrského Předalpí a Lavantalských Alp spolu se skupinu Hory východně od řeky Mury se liší pouze o Seetalské Alpy (kolem hory Zirbitzkogel), které se již nedotýkají částí Steirische Becken v členění krajiny Štýrska, kde jsou tyto hory označené jako "R", Ty jsou počítány k velké skupině centrálních Alp (Z), zatímco Předalpí má charakter vrchoviny. Nicméně Mezinárodní sjednocené orografické dělení Alp (SOIUSA/IVOEA) bere Lavanttalské Alpy v jiném smyslu než hory obklopujících údolí Lavanttal (19.II) a počítá pohoří Koralpe k těmto Alpám, nikoliv ke Štýrskému Předalpí (20).
Přiřazení východního podhůří Alp v Dolním Rakousku a Burgenlandsku (Bucklige Welt, Bernsteiner, Günserské hory, Rosaliegebirge a Ödenburger Gebirge) kolísá, SOIUSA je připočítává (20.IV Východní Štýrské podhůří s masivem Wechsel jako hlavní skupinou), členění krajiny Štýrska to přirozeně vynechává (s Joglland v podhůří).

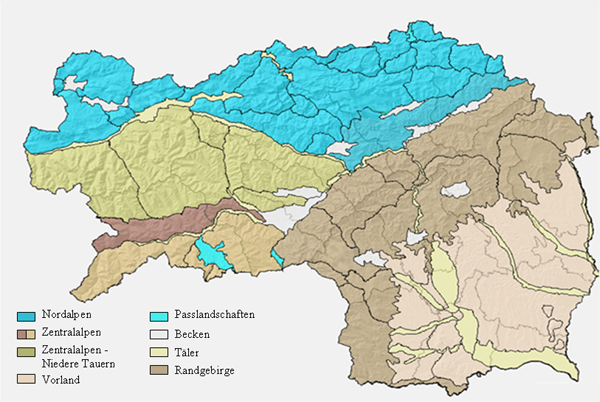
Předaplí

## Členění
Ke Štýrskému Předalpí patří:
- Gleinalpe (s Hochalpe)
- Stubalpe
- Packalpe
- Koralpe (s Reinischkogelzug)
- Kozjak
- Grazer Bergland (západní a východní)
- Fischbacher Alps
- Wechsel
- Bucklige Welt
- Joglland

Nejvyšší vrchol je Ameringkogel v pohoří Packalpe s 2187 m n. m. na jedné z severozápadního os dvou křídel centrální Alp, s také vysokohorským charakterem; Packalpe se ale také považují jako jedna podoblast pohoří Stubalpe, od kterého jsou odděleny méně výrazným sedlem, a proto patří ke Štýrskému Předalpí.

### Použitá literatura
- Sieghard Morawetz: Zur Geomorphologie des Steirischen Randgebirges. In: Mitt. naturwiss. Ver. Steiermark Band 100, Graz 1971, S. 84–104 (pdf, zobodat.at).
- Herbert Paschinger: Steiermark. Steirisches Randgebirge. Grazer Bergland. Steirisches Riedelland. Verlag Gebrüder Borntraeger, Berlin-Stuttgart 1974.

Starší:
- J. Sölch: Beiträge zur eiszeitlichen Talgeschichte des Steirischen Randgebirges In: Forsch. Deutsch. Landes- und Volkskunde 21 (1917), S. 305–484.
- Fr. Heritsch: Morphologie des Alpen-Ostrandes in der Grazer Bucht. In: Petermanns geogr. Mitt. 69 (1923), S. 113–115